# Zala vármegyei 2. sz. országgyűlési egyéni választókerület
A Zala vármegyei 2. sz. országgyűlési egyéni választókerület egyike annak a 106 választókerületnek, amelyre a 2011. évi CCIII. törvény Magyarország területét felosztja, és amelyben a választópolgárok egy-egy országgyűlési képviselőt választhatnak. A választókerület nevének szabványos rövidítése: Zala 02. OEVK. Székhely: Keszthely

## Területe
A választókerület az alábbi településeket foglalja magába:
1. Alibánfa
2. Almásháza
3. Alsónemesapáti
4. Alsópáhok
5. Alsórajk
6. Baktüttös
7. Balatongyörök
8. Balatonmagyaród
9. Batyk
10. Bezeréd
11. Bókaháza
12. Búcsúszentlászló
13. Cserszegtomaj
14. Dióskál
15. Döbröce
16. Dötk
17. Egeraracsa
18. Egervár
19. Esztergályhorváti
20. Felsőpáhok
21. Felsőrajk
22. Garabonc
23. Gelse
24. Gétye
25. Gősfa
26. Gyenesdiás
27. Gyűrűs
28. Hahót
29. Hévíz
30. Kallósd
31. Karmacs
32. Kehidakustány
33. Kemendollár
34. Kerecseny
35. Keszthely
36. Kilimán
37. Kisbucsa
38. Kisgörbő
39. Kisvásárhely
40. Lakhegy
41. Ligetfalva
42. Mihályfa
43. Misefa
44. Nagygörbő
45. Nagykapornak
46. Nagyrada
47. Nemesapáti
48. Nemesbük
49. Nemeshetés
50. Nemesrádó
51. Nemessándorháza
52. Nemesszentandrás
53. Óhíd
54. Orbányosfa
55. Orosztony
56. Pacsa
57. Padár
58. Pakod
59. Pethőhenye
60. Pókaszepetk
61. Pölöske
62. Pölöskefő
63. Pötréte
64. Rezi
65. Sármellék
66. Sénye
67. Söjtör
68. Sümegcsehi
69. Szalapa
70. Szentgyörgyvár
71. Szentpéterúr
72. Tekenye
73. Tilaj
74. Türje
75. Vállus
76. Várvölgy
77. Vasboldogasszony
78. Vindornyafok
79. Vindornyalak
80. Vindornyaszőlős
81. Vonyarcvashegy
82. Vöckönd
83. Zalaapáti
84. Zalabér
85. Zalacsány
86. Zalaigrice
87. Zalaistvánd
88. Zalakaros
89. Zalaköveskút
90. Zalamerenye
91. Zalaszabar
92. Zalaszántó
93. Zalaszentgrót
94. Zalaszentiván
95. Zalaszentlászló
96. Zalaszentlőrinc
97. Zalaszentmárton
98. Zalaszentmihály
99. Zalavár
100. Zalavég

## Országgyűlési képviselője
| Név            | Párt                                         | Párt        | Terminus    | Megjegyzés                                   |
| -------------- | -------------------------------------------- | ----------- | ----------- | -------------------------------------------- |
| Manninger Jenő |                                              | Fidesz-KDNP | 2014 – 2022 | A 2014-es országgyűlési választás eredménye: |
| Manninger Jenő | A 2018-as országgyűlési választás eredménye: | Fidesz-KDNP | 2014 – 2022 |                                              |
| Nagy Bálint    |                                              | Fidesz-KDNP | 2022 –      | A 2022-es országgyűlési választás eredménye: |

## Demográfiai profilja
| Iskolai végzettség                | Iskolai végzettség               | Iskolai végzettség | Iskolai végzettség | Iskolai végzettség |
| --------------------------------- | -------------------------------- | ------------------ | ------------------ | ------------------ |
|                                   |                                  |                    |                    | fő                 |
| Általános iskolát nem végezte el  | Általános iskolát nem végezte el |                    | 1749               | 1749               |
| Általános iskola                  | Általános iskola                 |                    | 14488              | 14488              |
| Szakmunkás                        | Szakmunkás                       |                    | 21107              | 21107              |
| Érettségi                         | Érettségi                        |                    | 24091              | 24091              |
| Diploma                           | Diploma                          |                    | 13780              | 13780              |
| A 2022. évi népszámlálás szerint. |                                  |                    |                    |                    |

A Zala vármegyei 2. sz. választókerület lakónépessége 2022. október 1-jén 88 744 fő volt. A 2011-es és a 2022-es népszámlálás között 3642 fővel csökkent a választókerület lakosság száma. A választókerületben a korösszetétel alapján a legtöbben a középkorúak élnek 33 593 fővel, míg a legkevesebben a gyermekek 13 529 fővel. A választókerület lakosságának a 80,8%-nál van internet elérési lehetőség.
A legmagasabb befejezett iskolai végzettség szerint az érettségi végzettséggel rendelkezők élnek a legtöbben 24 091 fő, utánuk a következő nagy csoport a szakmunkások 21 107 fővel.
Gazdasági aktivitás szerint a lakosság közel fele foglalkoztatott 40 932 fő, második legjelentősebb csoport az inaktív keresők, akik főleg nyugdíjasok 25 734 fővel.
A választókerület legjelentősebb nemzetiségi csoportja a német 2814 fő, illetve a cigány 1042 fő. Magyar állampolgársággal nem rendelkező külföldi állampolgárok aránya 4,6%.
Vallási összetétel szerint a választókerületben lakók legnagyobb vallása a római katolikus (36 366 fő), valamint jelentős közösség még a reformátusok (1831 fő). A vallási közösséghez nem tartozók száma szintén jelentős (5975 fő), a választókerületben a második legnagyobb csoport a római katolikus vallás után.

## Országgyűlési választások

### 2014
A 2014-es országgyűlési választáson az alábbi jelöltek indultak:

### 2018
A 2018-as országgyűlési választáson az alábbi jelöltek indultak:

### 2022
A 2022-es országgyűlési választáson az alábbi jelöltek indultak:
- Berei Gábor (Mi Hazánk Mozgalom)
- Csendes József (Normális Élet Pártja)
- Elekes István (Egységben Magyarországért, Momentum Mozgalom)
- Nagy Bálint (Fidesz – Magyar Polgári Szövetség, Kereszténydemokrata Néppárt)
- Németh Emese (Magyar Kétfarkú Kutya Párt)